# Ucrânia (fronteira)
Ucrânia (em russo antigo: ѹкраина, translit.: ѹkraina; em fontes posteriores: украйна, вкраина, окраина, окрайна, translit.: ukraina, vkraina, okraina, okrajna; "subúrbio", "periferia") na Rus, até o séc. XVIII, o nome dos territórios fronteiriços do país e das áreas das cidades localizadas na fronteira com outros Estados, semelhante às marcas da Europa Ocidental (do Lat. margo "borda"). As cidades e terras nesse território eram chamadas de "ucrainianas". A população de ucrainianos, que era submetida a frequentes ataques, era chamada de ucrainianos, ocrainianos, ucranianos ou povo ucraniano em Rus. O termo "Ukraina", no sentido de "fronteira", também foi encontrado nos idiomas eslavos ocidentais.

## Historiografia

### Antigo Estado Russo
O primeiro uso conhecido de uma palavra "ѹкраина" (ѹkraina) está contido no Código de Ipatiev, conhecido nas listas dos séc. XV-XVI, em conexão com a morte do príncipe de Pereiaslavl, Vladimir Gleboviche, em 1187: "ѡ нем же ѹкраина много постона". Aqui se referia às fortalezas da linha defensiva de Posúlia, que defendia o Principado de Pereiaslavl e a Rus como um todo contra os polovtsianos. Em 6697 (1189) consta "ѹкраина галицкая" ("Ucrânia da Galícia"), em 6721 (1213) é listado as cidades pelas quais o príncipe Daniel Romanoviche passou: Brest, Ugrovsk, Vereschin, Stolp, Komov "и всю ѹкраинѹ" ("e toda a ѹkraina").

A menção de uma palavra ѹkraina em um significado semelhante está contida nas Crônicas de Pskov publicados na Coleção Completa de Crônicas Russas. Em "O Conto de Dovmont" da 3ª crônica de Pskov de 6779 (1271), fala-se sobre aldeias da "ѹkraina" de Pskov. Em "Palavra de São Gregório, inventada na multidão (Palavra sobre ídolos)", o escriba russo escreveu que o paganismo recuou para as "ukrainas", onde as pessoas continuavam a rezar para deuses antigos, mas o faziam secretamente: "…и ныня по украинам их молятся проклятому богу их Перуну, Хорсу и Мокоши и вилам, но творят акы оттай" ("...e agora eles rezam na "ukraina" para seu deus amaldiçoado, perun, khors e mokosh e vila, mas eles estão fugindo").